# Mniarogekko
Mniarogekko — рід геконоподібних ящірок родини диплодактилідів (Diplodactylidae). Представники цього роду є ендеміками Нової Каледонії.

## Види
Рід Mniarogekko нараховує 2 види:
- Mniarogekko chahoua (Bavay, 1869)
- Mniarogekko jalu Bauer, A. Whitaker, Sadlier, & Jackman, 2012

## Етимологія
Наукова назва роду Mniarogekko походить від сполучення слова дав.-гр. μνιαρος — моховий (порослий мохом) і наукової назви роду Гекон Gekko Laurenti, 1768.